# Hostouň (okres Domažlice)
Hostouň (německy Hostau) je město v okrese Domažlice v Plzeňském kraji. Ve městě a jeho místních částech celkem žije přibližně 1 200 obyvatel. Je to nejmenší město v okrese Domažlice.

## Historie
První písemná zmínka o obci pochází z roku 1247. Ve dvanáctém a čtrnáctém století Hostouň podléhala místním vladykům. V první polovině 15. století patřila Ctiboru z Volfštejna, který v roce 1456 udělil místním právo volného odkazu majetku a svobodného stěhování.
V roce 1510 získal panství s tvrzí, dvorem a městečkem se 7 vískami Jan z Rabštejna. Ten potvrdil osadníkům privilegia. Rabštejnové drželi Hostouň až do roku 1586, kdy hostouňské panství zdědil hrabě Jiří z Gutštejna. Ten se výrazně zasloužilo rozvoj městečka. Jeho zásluhou byla obec povýšena na město a dostalo znak.
V roce 1656 bylo za 130 000 zlatých hostouňské panství s 18 vesnicemi prodáno Adamu Matyášovi z Trauttmansdorffu. Rodina Trauttmansdorffů držela houstouňské panství, stejně jako sousední Horšovský Týn až do roku 1945. Původně české město bylo v polovině 17. století již převážně německé.
V první polovině 19. století došlo k rozvoji výroby keramiky (v roce 1858 bylo v Houstouni a okolí na 18 hrnčířů). V roce 1850 se Hostouň stala sídlem soudního okresu, který byl součástí politického okresu Horšovský Týn. V noci 19. srpna 1877 vypukl ve stodole u čp. 137 velký požár při němž shořelo 43 domů (včetně hospodářského příslušenství s uskladněnou úrodou) a také místní kostel. Od roku 1910 městem prochází železniční trať z Domažlic do Tachova.
Během první světové války zde vznikl roku 1914 vojenský hřebčín. Od roku 1915 sem byla přestěhována evakuovaná hříbárna bývalé rakouské zeměbrany z Haliče. Roku 1925 hřebčín převzala vojenská správa za účelem odchovu koní vhodných pro vojenskou službu. Z tohoto chovu pocházel i kůň Hector prezidenta Masaryka.
V roce 1930 bylo v Hostouni evidováno 187 domů a celkem 1 060 obyvatel. Z toho 888 obyvatel bylo německé národnosti, 160 obyvatel československé národnosti, 4 příslušníci jiných národností a 8 cizinců. Ve městečku nacházela tkalcovna, cvočkárna, cihelna, pivovar a sladovna.
V důsledku Mnichovské dohody připadlo v říjnu 1938 město Třetí říši. Koně byly evakuovány do hřebčína ve slovenských Horních Motěšicích. Během druhé světové války byl hřebčín využíván německým Wehrmachtem ke shromáždění koní ukořistěných na okupovaných územích, mj. celoevropský chov lipicánů (okolo 670 koní). V okolí bylo také drženo na dvě stovky spojeneckých válečných zajatců, zejména Britů a Američanů. Na konci války v obavě před postupující Rudou armádou bylo domluveno dočasné příměří se zde operující 2. jízdní skupinou americké 3. armády, nazývané Kavalérie Pattonových duchů. Ta pod velením plukovníka Ch. Reeda provedla na záchranu koní operaci Cowboy (Kovboj) během které obsadila hřebčín a necelé čtyři stovky koní převezla do Bavorska. 260 původem sovětských koní si na podzim téhož roku převzala sovětská armáda a tažní koně s dvojící anglických plnokrevníků zůstali československé armádě.
Po válce bylo odsunuto německé obyvatelstvo a bylo přikročeno k demolici několika domů v centru města. Na začátku padesátých let byl vojenský hřebčín zrušen a majetky převedeny pod Československé státní statky. K likvidaci chovu koní došlo v roce 1960.
V roce 2006 byla v Houstouni odhalena pamětní deska připomínací operaci americké armády na záchranu koní. Ke dni 10. října 2006 byl obci vrácen status města.

## Obyvatelstvo
| Rok            | 1869  | 1880  | 1890  | 1900  | 1910  | 1921  | 1930  | 1950  | 1961  | 1970  | 1980  | 1991  | 2001  | 2011  | 2021  |
| -------------- | ----- | ----- | ----- | ----- | ----- | ----- | ----- | ----- | ----- | ----- | ----- | ----- | ----- | ----- | ----- |
| Počet obyvatel | 3 119 | 3 130 | 2 956 | 2 963 | 2 967 | 2 840 | 2 697 | 1 401 | 1 207 | 1 134 | 1 014 | 1 102 | 1 246 | 1 365 | 1 209 |
| Počet domů     | 443   | 465   | 460   | 475   | 483   | 486   | 505   | 429   | 266   | 258   | 234   | 292   | 298   | 317   | 330   |

## Městská správa

### Části města
- Babice
- Holubeč
- Horoušany
- Hostouň
- Mělnice
- Mírkovice
- Přes
- Skařez
- Slatina
- Svržno
- Sychrov
- Štítary

Od 1. července 1985 do 23. listopadu 1990 k městu patřily i Erazim, Mutěnín a Starý Kramolín a od 1. července 1985 do 31. prosince 1992 také Ostrov.

### Městské symboly
Dne 25. dubna 2018 bylo schváleno usnesením výboru pro vědu, vzdělání, kulturu, mládež a tělovýchovu udělení vlajky obce. Znak města je historický, vlajka byla městu udělena rozhodnutím předsedy Poslanecké sněmovny Parlamentu České republiky dne 3. května 2018.

## Pamětihodnosti
- Kostel Nanebevzetí Panny Marie[17]
- Kostel svatého Jakuba[18]
- Sousoší Nejsvětější Trojice na náměstí
- Fara